# Blaue Narzisse
Die Blaue Narzisse (BN) war anfänglich ein Jugendmagazin in Printversion aus Chemnitz. Es erschien seit 2004 und wurde seit 2006 durch einen Internetauftritt ergänzt. Seit 2010 gibt es die Blaue Narzisse nur noch als Internetseite. Gründer und Chefredakteur ist der Publizist Felix Menzel. Das Magazin widmet sich inhaltlich sowohl Jugendthemen als auch politischen Inhalten und konzentriert sich nach eigenen Angaben auf die Errichtung „einer rechten Milieubildung“. Von der Politikwissenschaft wird die BN als zur Neuen Rechten gehörend betrachtet.

## Erscheinungsformen

### Schülerzeitung
Die Blaue Narzisse erschien erstmals im September 2004 als Schülerzeitung für ganz Chemnitz. Sie erschien mit ein bis drei Ausgaben pro Jahr. Der Name setze sich, so Menzel, aus der „Blauen Blume“ der Romantik, als Sinnbild „für unverfälschte Freiheit und die Suche nach dem Schönen“, sowie der Narzisse zusammen, die den Fokus auf das Individuum betonen solle. Bis Februar 2010 erschienen insgesamt zwölf Ausgaben in unregelmäßigen Abständen. Seitdem erscheint das Magazin ausschließlich online.

### Online-Magazin
An einigen Chemnitzer Gymnasien sorgte der Verkauf der Blauen Narzisse für Widerstand. So verboten das Johannes-Kepler-Gymnasium, das Johann-Wolfgang-von-Goethe-Gymnasium, das Einsiedel-Gymnasium und das Georgius-Agricola-Gymnasium die Verbreitung der Zeitschrift. Darauf reagierte die Blaue Narzisse ab dem März 2006 mit einem Online-Angebot. Unter dem Slogan lesen und handeln bietet die Webseite der Blauen Narzisse Kommentare zu Politik, Gesellschaft und Tagesgeschehen sowie Rezensionen und Interviews mit Künstlern, Musikern und Autoren. Die Angebote gliedern sich in die Rubriken „Anstoß“, „Gesichtet“, „Rezension“ und „Verkauf“. Unter jedem Beitrag können Kommentare gepostet werden.
Seit Dezember 2009 existiert der Verein Journalismus und Jugendkultur Chemnitz e. V., der im Februar 2018 in Verein Journalismus und Wissenschaft Chemnitz e. V. umbenannt wurde. Felix Menzel war und ist Vereinsvorsitzender. Er fungiert als Herausgeber der Blauen Narzisse und ist als Förderverein konzipiert. Von den Einnahmen wird neben den Publikationskosten seit Januar 2010 auch eine Halbtagsstelle in der Redaktion des Magazins finanziert.
Der Verein wird auch als Träger eines Projekts names Recherche Dresden. Denkfabrik für Wirtschaftskultur geführt, das seit Sommer 2018 vierteljährlich erscheint und eine eigene Website hat. Es dient nach eigenen Angaben ebenfalls der Diskursverschiebung nach rechts.

## Interviews
Der Blauen Narzisse gaben mehrere Personen des öffentlichen Lebens Interviews. Mathias Brodkorb nannte die Blaue Narzisse eines von Menzels Instrumenten zur „rechten Milieubildung“ und führte aus: „Wie die JF versucht www.blauenarzisse.de bspw. nicht unerfolgreich, angesehene Querdenker zu Interviews zu motivieren und so von deren symbolischem Kapital zu profitieren.“ Zu den Interviewpartnern gehören u. a. der Autor Henryk M. Broder, der „Pegida“-Mitbegründer Lutz Bachmann, der AfD-Politiker Björn Höcke und der Jugendbeauftragte der rechtsextremen Bürgerbewegung pro Köln.

## Ausrichtung und Inhalte
Die Blaue Narzisse beschäftigt sich laut ihrer Selbstdarstellung „mit kontroversen Fragen der Politik, Kultur und Geschichtsschreibung“. „Wir berichten und kommentieren Geschehnisse der Tagespolitik aus konservativer Sicht und machen uns Gedanken, welche Alternativen es zur Islamisierung und Überfremdung Europas, zum Verfall des Regierungssystems und zum Parteienklüngel in Deutschland gibt.“ Darüber hinaus werde auch Artikeln, die sich mit „rechter“ (Zitat Menzel) Zukunft beschäftigen, Platz gegeben. Die Nutzung neuer Medien verstehe man nicht nur „als Werkzeug, sondern auch als Aufforderung an die deutsche Rechte, neue Strategien und Wege aufgeschlossen zu erproben“. Blaue Narzisse ergänzt sich mit anderen neurechten Medien wie Sezession und Junge Freiheit, die alle über nahezu identische Ideologien und Inhalte verfügen.
Der Rechtsextremismusforscher Helmut Kellershohn (2009) vom Duisburger Institut für Sprach- und Sozialforschung verortete die Blaue Narzisse in erster Linie in der ideologischen Nähe der Konservativ-Subversiven Aktion um Götz Kubitschek, die wiederum zu dieser Zeit der Jungen Freiheit nahestand. Die Redaktion beschreibt er als „buntes Gemisch bündisch beziehungsweise burschenschaftlich geprägter junger Menschen“. Kellershohn sieht sie nunmehr (2015) fest verankert in einem „jungkonservativen Netzwerk“.
Mathias Brodkorb (2010) bezeichnete die Autoren der Blauen Narzisse als eine „noch nicht ganz der Pubertät entwachsene Gruppierung, von jungen Männern vor allem, die Anschluss suchen an die Junge Freiheit […] und [das] Institut für Staatspolitik“. Diese Bestrebungen sah er als „schlechte Kopie“ und als „Nachahmungsprozesse, die politisch nicht wirklich bedeutend sind“.
Martin Gerster und Alexander Geisler (2009) wiesen darauf hin, dass die Blaue Narzisse eine ausländerfeindliche Gesinnung zur Schau trage, etwa indem der Einsatz im Ausland geborener Fußballspieler in Nationalmannschaften kritisiert, türkischstämmige Menschen als unzivilisiert dargestellt und Ausländern als Tätern kategorisch Deutsche nur als Opfer gegenübergestellt würden. Dieses Schema werde nur durchbrochen, wenn es gelte, „linksgerichtete“ Deutsche in ein schlechtes Licht zu rücken.
Nach Samuel Salzborn (2015) dient die Zeitschrift, die vordergründig im Internet operiere, der „Popularisierung neurechter Ideen“. Auch der Rechtsextremismusforscher Alexander Häusler (2015) und der Historiker Wolfgang Benz (2015) rechnen die Zeitschrift dem neurechten Spektrum zu.
In einem antiuniversalistischen und antisemitischen Geist positioniert sich laut Volker Weiß die Zeitschrift, wenn sie schreibt, dass „jüdische Organisationen“ meist „linksradikale Positionen“ vertreten und „massiv für Multikulti und gegen Patrioten“ agitieren.

## Kritik und Kontroversen

### Auftritt bei JU-Seminar
Im September 2008 sorgte der Auftritt von Felix Menzel bei einem Kongress der Hamburger Jungen Union (JU) im Juli desselben Jahres für Schlagzeilen. Menzel hatte im Hamburger Ludwig-Erhard-Haus einen Vortrag unter dem Motto Mit gleichen Waffen zurückschlagen gehalten und darin erklärt, wie man „linke Aktionen“ stören könne. Angehörige der JU Hamburg Mitte stürmten daraufhin im September eine Veranstaltung der Bürgerinitiative „Eine Schule für Alle“. Daraufhin bezeichnete bild.de Menzel als „ultrarechten Burschenschaftler“ und titelte: „Neonazi bei Partei-Seminar“. Auch die taz kritisierte den Vorfall.
Daraufhin nahm Felix Serrao in der Süddeutschen Zeitung Menzel in Schutz: Weder er noch die Blaue Narzisse seien rechtsextrem. Wahr sei jedoch, so Serrao, dass das Magazin „offen rechts, sogar stramm“ sei. Auch der Verfassungsschutz erklärte, er beobachte die Blaue Narzisse nicht.

### Vorwurf der Täuschung
Im Oktober 2009 gab die österreichische Band Ja, Panik der Blauen Narzisse ein Interview. Nach Veröffentlichung des Gesprächs auf der Webseite des Magazins warf Ja, Panik-Frontmann Andreas Spechtl der Zeitschrift vor, die Band über die politische Ausrichtung der Blauen Narzisse getäuscht zu haben, und distanzierte sich öffentlich von ihr. Ähnliche Vorwürfe erhob Albert Koch, der der Zeitschrift ebenfalls ein Interview gegeben hatte, ohne dass er, nach eigener Aussage, über die Inhalte Bescheid wusste. Er forderte Menzel auf, das Interview nicht zu veröffentlichen, was dieser jedoch ablehnte. Auch den Vorwurf der Täuschung wies er zurück und bedauerte, dass Koch „nicht einfach zu seinem freien Wort steht“.

### Beleidigung von Claudia Roth
2010 hielt Felix Menzel auf der Bielefelder Ideenwerkstatt der Burschenschaft Normannia-Nibelungen zu Bielefeld einen Vortrag mit dem Titel Meine perfekte rechte Zeitung, der später auch auf der Website der Blauen Narzisse veröffentlicht wurde und in dem er die damalige Bundesvorsitzende von Bündnis 90/Die Grünen, Claudia Roth, beleidigte. Im Dezember 2010 erstattete Roth deswegen Anzeige wegen Beleidigung gegen Menzel und den Verein Journalismus und Jugendkultur Chemnitz e. V.
Ein Sprecher von Roth erklärte, die Veranstaltung, auf der Menzel aufgetreten war, habe das Ziel gehabt, rechtsextreme Weltbilder salonfähig zu machen. Er nannte den Vorfall alarmierend und sagte, er bestärke Roth in ihrem „entschiedenen Kampf gegen Rechtsextremismus, Antisemitismus und Fremdenfeindlichkeit“. Menzel wies den Vorwurf des Rechtsextremismus zurück. Er akzeptiere zwar die Bezeichnung als „neurechts, rechts, konservativ oder rechtskonservativ“, rechtsextrem sei er jedoch nicht. Das Amtsgericht Chemnitz sah den Tatbestand der Beleidigung durch Menzels Äußerungen erfüllt und verurteilte ihn im April 2012 zu einer Geldstrafe. Das Urteil wurde auch, nachdem Berufung eingelegt worden war, durch die höhere Gerichtsinstanz bestätigt.

### Michel Houellebecq gegen Gebrauch seines Namens
Im Februar 2015 wehrte sich der französische Autor Michel Houellebecq gegen die Verwendung seines Namens im Rahmen des 2014 von der Blauen Narzisse ausgeschriebenen „Michel-Houellebecq-Jugendkulturpreises“. Sein deutscher Verlag DuMont wolle rechtliche Schritte gegen die Benennung der Auszeichnung prüfen. Houellebecq sagte, er sei nicht um Erlaubnis gefragt worden und wolle sich nicht politisch von der Blauen Narzisse vereinnahmen lassen.